# Burmoniscus bicolor
Burmoniscus bicolor är en kräftdjursart som beskrevs av Nunomura 2000. Burmoniscus bicolor ingår i släktet Burmoniscus och familjen Philosciidae. Inga underarter finns listade i Catalogue of Life.